# Now and Zen
Now and Zen - noto anche come Now & Zen - è un album studio dell'ex cantante del gruppo inglese dei Led Zeppelin, Robert Plant pubblicato nel 1988.

## Il disco
Considerato il suo migliore album da solista, è l'album che segna la sua riconciliazione con il passato, a differenza dei suoi precedenti lavori che, invece dimostravano la sua voglia di allontanarsi dalla figura di front-man dei Led Zeppelin. In questo album sono presenti molte reminiscenze zeppeliniane e, addirittura, negli assoli di Tall Cool One e Heaven Knows, si serve della chitarra di Jimmy Page, storico compagno di composizioni nel decennio precedente. È degna di nota anche la prima collaborazione con il tastierista Phil Johnstone.

## Tracce
1. Heaven Knows – 4:06 (Johnstone & Barrett)
2. Dance on My Own – 4:30 (Plant, Johnstone & Crash)
3. Tall Cool One – 4:40 (Plant & Johnstone)
4. The Way I Feel – 5:40 (Plant, Johnstone & Boyle)
5. Helen of Troy – 5:06 (Plant & Johnstone)
6. Billy's Revenge – 3:34 (Plant & Johnstone)
7. Ship of Fool – 5:01 (Plant & Johnstone)
8. Why – 4:14 (Plant & Crash)
9. White, Clean and Neat – 5:28 (Plant & Johnstone)
10. Walking Towards Paradise – 4:40 (J.Williams) – Bonus Track nell'edizione CD 1988 e 2007
11. Billy's Revenge – 6:00 (Plant & Johnstone) – Bonus Track, live, nell'edizione CD 2007
12. Ship of Fools – 10:35 (Plant & Johnstone) – Bonus Track, live, nell'edizione CD 2007
13. Tall Cool One – 5:07 (Plant & Johnstone) – Bonus Track, live, nell'edizione CD 2007

Durata totale: 68:41

## Formazione
- Robert Plant - voce
- Doug Boyle - chitarra elettrica
- Phil Johnstone - tastiera
- Chris Blackwell - batteria
- Marie Pierre, Kirsty MacColl & Toni Halliday - cori
- Jimmy Page - assolo di chitarra elettrica nelle tracce 1 & 3